# Sân bay Gò Găng
Sân bay Gò Găng là sân bay được quy hoạch xây dựng ở đảo Gò Găng thuộc xã Long Sơn, thành phố Vũng Tàu, tỉnh Bà Rịa - Vũng Tàu. Sân bay này sẽ thay thế sân bay Vũng Tàu. Sân bay Gò Găng sẽ xây dựng theo tiêu chuẩn của một sân bay cấp 3, với chiều dài đường băng 2.000m.

## Thông tin
Sáng 8/10, Ủy ban Nhân dân tỉnh Bà Rịa-Vũng Tàu tổ chức cuộc họp bàn việc di dời sân bay Vũng Tàu hiện hữu và đầu tư xây dựng mới sân bay Bà Rịa-Vũng Tàu tại đảo Gò Găng thuộc xã đảo Long Sơn, thành phố Vũng Tàu.
Hiện tại, sân bay Vũng Tàu nằm trên địa bàn phường 9, thành phố Vũng Tàu (chia cắt thành phố Vũng Tàu thành hai khu vực Bắc và Nam sân bay), có tổng diện tích 172ha. Hoạt động bay tại sân bay chủ yếu dùng cho các loại máy bay trực thăng phục vụ công tác hậu cần, dịch vụ dầu khí, huấn luyện và đào tạo phi công, phục vụ công tác quốc phòng.
Theo quy hoạch thành phố Vũng Tàu đến 2020, sân bay hiện hữu sẽ gây ảnh hưởng đến quy hoạch không gian phát triển của thành phố, ảnh hưởng đến an toàn người dân sống gần khu vực sân bay, không đảm bảo mỹ quan đô thị, hiệu quả khai thác sân bay thấp do không tiếp nhận được các loại máy bay cánh bằng cũng như không phát triển được các tuyến bay nội địa khác.
Bên cạnh đó, khả năng mở rộng, phát triển sân bay trong tương lai sẽ rất hạn chế.
Sau khi thảo luận, các cơ quan chức năng đã thống nhất phương án di dời và xây dựng mới sân bay Bà Rịa-Vũng Tàu trên đảo Gò Găng do tỉnh đưa ra.
Theo đó UBND Bà Rịa-Vũng Tàu đã chấp thuận diện tích quy hoạch sân bay Gò Găng là 284,5ha ranh giới sân bay tiếp giáp cụ thể như sau: Phía Đông Bắc giáp Đường Vũng Tàu – Gò Găng – Long Sơn; Phía Tây Nam giáp Vịnh Gành Rái; Phía Đông Nam giáp đường quy hoạch; Phía Tây Bắc giáp sông Chà Và. Tổng kinh phí đầu tư xây dựng sân bay Gò Găng dự kiến hơn 1 tỷ USD.
Khi được hoàn thành thì sân bay gò găng  sẽ đạt cấp 3C theo tiêu chuẩn ICAO với chiều dài đường băng khoảng 2.400m. Công suất cảng dự kiến là 100.000 hành khách/ 1 năm và 500 tấn hàng hóa mỗi năm.